# Eisleber Blutsonntag

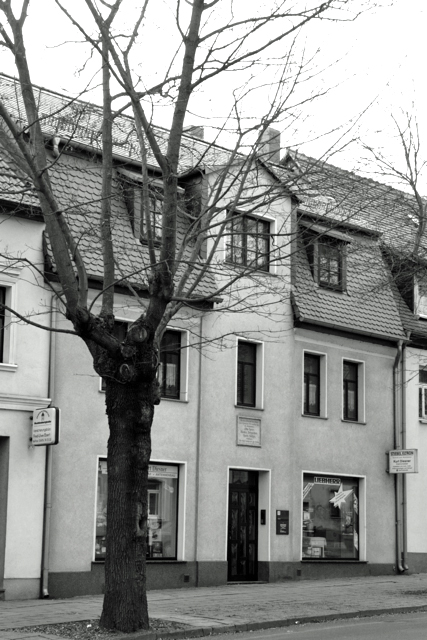
Eisleben, Breiter Weg 30 (2010). Vor 1933 das „Klassenkampfgebäude“, von 1933 bis 1945 das „Paul-Berck-Haus“.

Als Eisleber Blutsonntag wird der 12. Februar 1933 bezeichnet. An diesem Tag fand ein „Propagandamarsch“ von 600 Mitgliedern der SA und SS durch Eisleben statt, bei dem das von der KPD genutzte „Klassenkampfgebäude“ sowie die Turnhalle eines Arbeitersportvereins gestürmt wurden. Die SA- und SS-Leute schossen auf die Anwesenden und schlugen vor allem mit Feldspaten auf sie ein. Dabei wurden drei Mitglieder der KPD, Otto Helm, Walter Schneider und Hans Seidel, ermordet, 24 weitere wurden schwer verletzt. Auf der Gegenseite kam der zum „Blutzeugen“ heroisierte SS-Mann Paul Berck zu Tode.

## Verlauf
Eisleben war in der Zeit der Weimarer Republik eine Hochburg der KPD, die bei den Wahlen zum Reichstag ab 1924 stets überdurchschnittliche Stimmenanteile in der Stadt erzielte. Am 29. Januar 1933, einen Tag vor der Ernennung Hitlers zum Reichskanzler, war die Stadt Schauplatz einer KPD-Kundgebung unter dem Motto „Kämpft mit uns in der Einheitsfront gegen den Faschismus“. Unter den 1500 Kundgebungsteilnehmern sollen sich auch SPD-Mitglieder und Angehörige des Reichsbanners befunden haben. Nach einem „nationalsozialistischen Werbeaufmarsch“ am 23. Januar, an dem 300 Mitglieder der 13. SA-Standarte teilnahmen, wurde für den 12. Februar ein „Propagandamarsch“ geplant, für den 600 SA- und SS-Angehörige auch aus der Umgebung von Eisleben teilweise mit Kraftwagen in die Stadt gebracht wurden. Sammelplatz war das Landbundhaus in Eisleben, wo sich gegen 14 Uhr der Demonstrationszug formierte. Unter den Teilnehmern befanden sich der NSDAP-Gauleiter Rudolf Jordan sowie der Kreisleiter Ludolf-Hermann von Alvensleben, der später Himmlers Chefadjutant wurde und während des Zweiten Weltkrieges an Massenexekutionen in Polen und der UdSSR beteiligt war, sowie der Reichstagsabgeordnete der NSDAP und spätere Reichssportkommissar Hans von Tschammer und Osten.

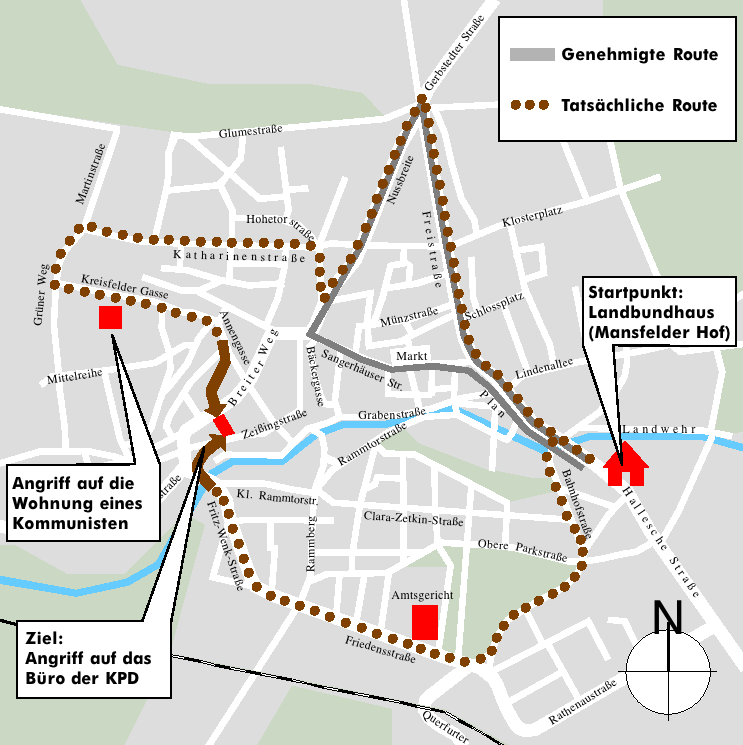
Eisleber Blutsonntag am 12. Februar 1933: Lageplan mit dem Aufmarsch von SA und SS zum Angriff auf das Büro der KPD. (Nach Kurt Lindner)

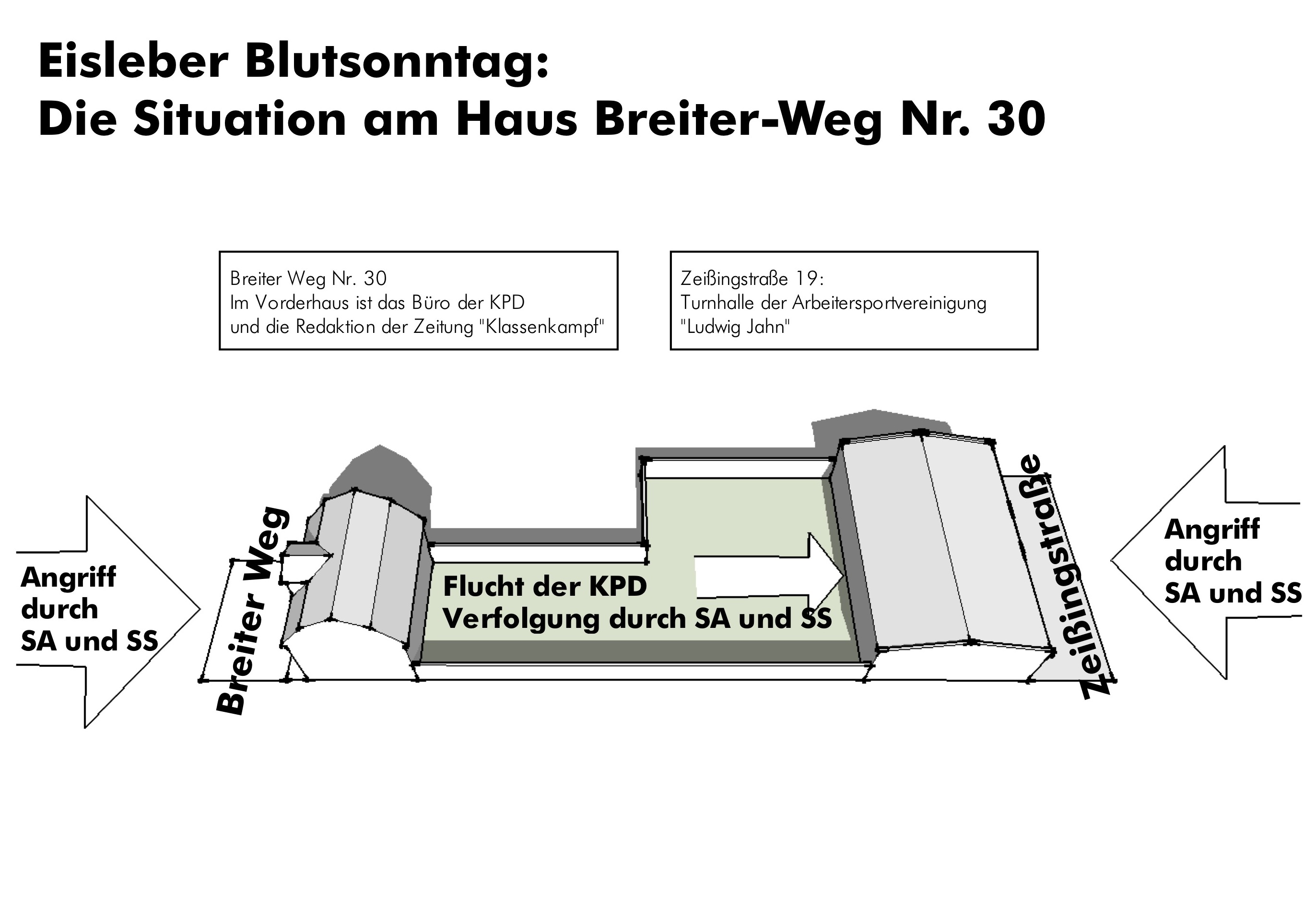
Eisleber Blutsonntag: Schema des Grundstückes zwischen dem Breiten Weg und der Zeißingstraße. Die Nationalsozialisten griffen von beiden Seiten gleichzeitig an.

Über die genaue Demonstrationsroute liegen unterschiedliche Angaben vor: Kurt Lindner, der am Tag des „Propagandamarsches“ eine KPD-Konferenz zur bevorstehenden Reichstagswahl in der Arbeiterturnhalle geleitet hatte, spricht von zwei Demonstrationszügen, die sich durch Eisleben bewegt hätten. Aus dem einen, von Süden kommenden Zug sei die Turnhalle in der Zeißingstraße angegriffen worden. Das „Klassenkampfgebäude“ – benannt nach einer regionalen KPD-Zeitung – im Breiten Weg sei von einem zweiten, von Norden kommenden Zug attackiert worden. Beide Gebäude sind über einen gemeinsamen Hof verbunden. Zum Zeitpunkt des Angriffs hätten sich einige KPD-Funktionäre, eine aus 15 bis 20 Arbeitersportlern bestehende Wache sowie etwa 30 Jugendliche im Alter von 13 bis 14 Jahren in den Gebäuden aufgehalten. Für die Jugendlichen sei am Nachmittag eine Veranstaltung im Rahmen der Jugendweihe geplant gewesen. Nach den Feststellungen des Landgerichts Halle in einem Urteil vom 3. August 1949 hatte sich am Landbundhaus ein Demonstrationszug, bestehend aus zwei Blöcken der SS an der Spitze und am Ende sowie einem Block der SA in der Mitte des Zuges, formiert. Die meisten Teilnehmer seien mit Pistolen, Spaten oder Beilpicken ausgerüstet gewesen. Beim Marsch durch Eisleben hätten SA- und SS-Mitglieder Passanten Abzeichen antifaschistischer Organisationen von der Kleidung gerissen. In der Kreisfelder Gasse seien Teilnehmer des „Propagandamarsches“ in die Wohnung eines bekannten Antifaschisten eingedrungen und hätten die Einrichtung demoliert. Von der Annengasse kommend, sei der Marsch in den Breiten Weg abgebogen, habe das „Klassenkampfgebäude“ passiert und habe dann über die Kasseler Straße die Zeißingstraße und die dortige Turnhalle erreicht. Der Angriff auf den Gebäudekomplex sei von zwei Seiten gleichzeitig erfolgt, als die Spitze des Demonstrationszuges sich an der Turnhalle und der Schluss vor dem „Klassenkampfgebäude“ befunden habe.
Nach einem Bericht der Staatsanwaltschaft von Februar 1933 wurde der SS-Mann Berck im Hausflur des „Klassenkampfgebäudes“ erschossen. Dem Urteil von 1949 zufolge drangen SA- und SS-Mitglieder zusammen mit der Polizei in das Gebäude ein. Durch die Nationalsozialisten sei das gesamte Mobiliar demoliert worden. Die Kommunisten hätten sich zur Wehr gesetzt; durch den gleichzeitigen Angriff von zwei Seiten habe keine Fluchtmöglichkeit bestanden. Alle Kommunisten seien zusammengeschlagen worden; bei den Verletzungen habe es sich zumeist um Kopfverletzungen gehandelt, die durch Spatenhiebe verursacht worden seien. Unter den Verletzten befand sich der KPD-Bezirkssekretär Bernard Koenen, der ein Auge verlor. Nach dem Urteil von 1949 flüchteten fünf Kommunisten auf das Dach der etwa acht Meter hohen Turnhalle. Ein nachfolgender SS-Mann habe die Kommunisten mit vorgehaltener Pistole gezwungen, vom Dach der Turnhalle zu springen. Einer der in der Turnhalle anwesenden Jugendlichen, der 1949 als Zeuge vernommen wurde, wurde durch zwei Schüsse am Kopf verletzt, wodurch er auf einem Auge nahezu erblindete. Einem weiteren Zeugen waren durch Spatenhiebe drei Finger abgehackt worden.
Nach einem Bericht des Eisleber Tageblatts vom 13. Februar dauerten die Auseinandersetzungen am „Klassenkampfgebäude“ eine Stunde an. Anschließend zog der „Propagandamarsch“ zum Marktplatz, wo Kreisleiter Ludolf-Hermann von Alvensleben in einer Rede des erschossenen SS-Manns Berck gedachte. Alvensleben erhob zugleich schwere Vorwürfe gegen den Leiter der Eisleber Polizei, Ueberschär, der sich vor den Auseinandersetzungen geweigert habe, das „Klassenkampfgebäude“ nach Waffen durchsuchen zu lassen. Ueberschär wurde auf Anordnung des Ministers des Inneren vorläufig vom Dienst suspendiert.

## Nachwirkung

### Zeit des Nationalsozialismus

Titelseite der KPD-Zeitung „Der Klassenkampf“ vom 15. Februar 1933

Unmittelbar nach dem Blutsonntag nahmen die Kriminalpolizei Eisleben sowie das Polizeipräsidium Halle Ermittlungen auf. Einem Bericht des Oberstaatsanwalts Luther vom 13. Februar zufolge sollte der „Propagandamarsch“ der Nationalsozialisten ursprünglich nicht an den beiden angegriffenen Gebäuden vorbeiführen. Aus dem SS-Block am Schluss des Marsches sei plötzlich eine „starke Gruppe von Nationalsozialisten“ in das „Klassenkampfgebäude“ eingedrungen. Bei der anschließenden Schießerei im Haus und dem dahinterliegenden Hof seien Schüsse sowohl von Nationalsozialisten und Kommunisten als auch von der Polizei abgegeben worden. Gleichzeitig habe sich die Spitze des Propagandamarsches vor der Turnhalle befunden. Dort sei vom Dach der Halle ein Schuss auf den Marsch abgegeben worden. Daraufhin seien SA-Mitglieder in die Halle eingedrungen und hätten mit Spatenhieben sämtliche, ungefähr 25 dort befindlichen Personen verletzt. Luther bezeichnete die Ermittlungen als „ungemein schwierig, weil die beteiligten Nationalsozialisten unbekannt sind und die Kommunisten verletzt im Krankenhaus liegen.“
In einem zweiten Bericht vom 20. Februar kam Luther zu teilweise anderen Darstellungen: Der nationalsozialistische „Propagandamarsch“ habe sich beim Vorbeimarsch am Klassenkampf-Gebäude auf der vorab genehmigten Route befunden. Aus dem Gebäude heraus seien ein oder zwei Schüsse auf die Nationalsozialisten abgegeben worden, bevor das Haus von diesen gestürmt worden sei. Am 22. März bezeichnete Luther die Ermittlungen als weitgehend abgeschlossen. Elf von zwölf verhafteten Kommunisten hätten freigelassen werden müssen, da ihnen keine Angriffe auf Nationalsozialisten nachzuweisen gewesen wären. Nach zwei weiteren werde gefahndet. Luther hielt einen planmäßigen Überfall der KPD auf den Propagandamarsch für nicht erwiesen und bezeichnete die Abgabe von Schüssen auf die Nationalsozialisten als „das Werk einzelner Täter“.
Das Justizministerium bezeichnete am 5. April das bisherige Ermittlungsergebnis als „durchaus unbefriedigend“, ersuchte die erneute Verhaftung der Freigelassenen und regte die Verhängung von „Schutzhaft“ an. Die Aussagebereitschaft der Nationalsozialisten könne durch Hinweis auf die Verordnung des Reichspräsidenten über die Gewährung von Straffreiheit vom 21. März gefördert werden, wonach für „Straftaten, die im Kampfe für die nationale Erhebung des Deutschen Volkes, zu ihrer Vorbereitung oder im Kampfe für die deutsche Scholle begangen“ worden seien, Straffreiheit bestünde.
In einem weiteren Bericht vom 8. April wies Oberstaatsanwalt Luther auf noch fehlende Aussagen führender Nationalsozialisten, unter anderem des Kreisleiters von Alvensleben und des Gauleiters Jordan, hin und verwahrte sich zugleich gegen Darstellungen in der nationalsozialistischen Presse, er würde Ermittlungen gegen die NSDAP führen. Er sei seit 1921 mit der Bearbeitung politischer Straftaten befasst gewesen und habe der „linkspolitischen Abteilung der Reichsanwaltschaft zur Bekämpfung von Kommunisten, Landesverrätern und Separatisten“ angehört:
„In der ganzen Zeit habe ich daher in vorderster Kampflinie gegen die Marxisten gestanden und bin zahlreichen und heftigen öffentlichen Angriffen ausgesetzt gewesen. Solange solche Angriffe von marxistischer Seite kamen, haben sie mich nicht weiter berührt, um so mehr müssen mich Angriffe von nationaler Seite verletzen, durch die mir mangelndes nationales Verständnis nachgesagt wird […].“
Am 27. April äußerte die Generalstaatsanwaltschaft gegenüber dem Justizministerium Bedenken, dass eine Anklageerhebung gegen die Kommunisten wegen Aufruhrs (§ 115 RStGB) und Landfriedensbruchs (§ 125 RStGB) Erfolg verspreche. Weiteren Berichten des Generalstaatsanwalts zufolge waren bei den verhafteten Kommunisten keine Schusswaffen gefunden worden. Es gebe keine Beweise, dass – wie anfänglich berichtet – vom Dach der Turnhalle auf den „Propagandamarsch“ geschossen worden sei. Ein Nationalsozialist habe eine Schussverletzung am großen Zeh erhalten, diese Verletzung jedoch nicht sofort bemerkt.
Am 29. Juni 1933 verurteilte das Schwurgericht Halle Eduard Rechner wegen Totschlags und Waffenmissbrauchs zu achteinhalb Jahren Zuchthaus. Rechner war im „Klassenkampfgebäude“ anwesend; ihm wurde der Tod des SS-Mitglieds Berck angelastet. Dem Urteil zufolge wollte Rechner „aus seinem politischen Fanatismus heraus die Nationalsozialisten schädigen“; ihm sei es nicht um den Schutz des Klassenkampfgebäudes gegangen. Somit habe er nicht in Notwehr gehandelt. Rechner soll nach der Verbüßung seiner Zuchthausstrafe bis 1945 in den Konzentrationslagern Mauthausen und Dachau gefangen gehalten worden sein. Zu weiteren Verurteilungen kam es in der Zeit des Nationalsozialismus nicht.
Der erschossene SS-Mann Paul Berck avancierte zum „Blutzeugen“ der Nationalsozialisten. Berck, am 14. Februar 1912 geboren und von Beruf Bäcker, hatte der 26. SS-Standarte in Eisleben angehört. Die Beerdigung von Paul Berck erfolgte nach zeitgenössischen Angaben im Beisein von 15.000 Nationalsozialisten unter strengsten Sicherheitsmaßnahmen in Eisleben. Nach Berck waren in der Zeit des Nationalsozialismus mehrere Straßen benannt, unter anderem die heutige Paul-Suhr-Straße in Halle; weiterhin trugen die NSDAP-Ortsgruppe in Eisleben sowie die 26. SS-Standarte seinen Namen. Das „Klassenkampfgebäude“ wurde in „Paul-Berck-Haus“ und der Breite Weg in Paul-Berck-Straße umbenannt, ebenso erinnerte in Eisleben ein Gedenkstein an ihn. In Eilenburg erhielt eine ab 1938 entstandene Siedlung den Namen Paul-Berck-Siedlung, seit 1946 Karl-Marx-Siedlung. Anfang Februar sollten jährliche Gedenkmärsche in Eisleben durchgeführt werden. Zum „Paul-Berck-Tag“ am 11. Februar 1934 marschierten 4.000 SS-Männer durch die Stadt; der als Reichsführer der SS eingeladene Himmler ließ sich durch August Heißmeyer vertreten. In einer Rede bezeichnete der Stadtverordnetenvorsteher von Eisleben und spätere Kommandant des KZ Majdanek, Hermann Florstedt, Berck als „hingebendes Beispiel“, das die Nationalsozialisten „im weiteren Kampfe um die Vollendung des Dritten Reiches“ leiten solle.

### DDR-Zeit

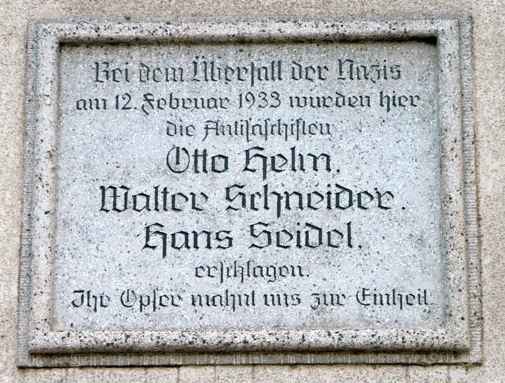
Gedenktafel für die drei erschlagenen Antifaschisten am Haus Breiter Weg 30 in Eisleben.

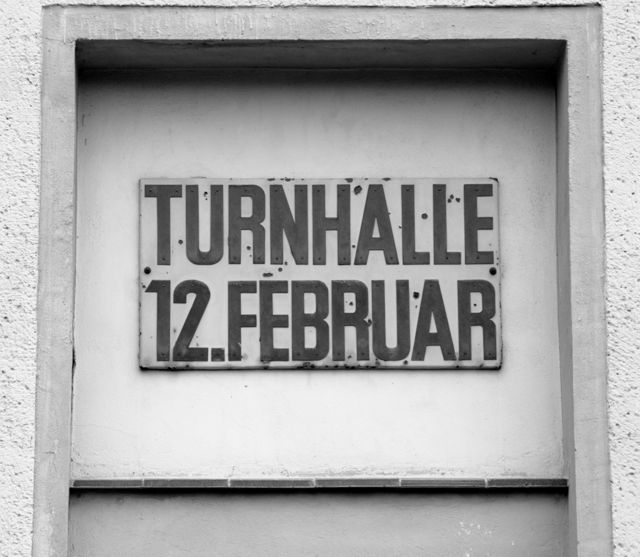
Gedenktafel „Turnhalle 12. Februar“ am Haus Zeißingstraße 19 in Eisleben.

Nach der Befreiung vom Nationalsozialismus wurde gegen 31 Teilnehmer des nationalsozialistischen „Propagandamarsches“ sowie gegen zwei Polizisten Anklage wegen Landfriedensbruches und Verbrechen gegen die Menschlichkeit erhoben. Das Landgericht Halle verurteilte am 3. August 1949 einen Angeklagten zu lebenslänglicher Haft; 30 weitere erhielten Haft- oder Zuchthausstrafen zwischen einem und zwölf Jahren. Zwei Angeklagte wurden freigesprochen. Laut Urteil war der „Propagandamarsch“ ein „planmäßiger Überfall auf die antifaschistische Arbeiterschaft Eislebens“. Dies ergebe sich aus der Bewaffnung der meisten Teilnehmer; auch habe einer der verurteilten Polizisten ausgesagt, seinem Eindruck nach sei der Überfall vorbereitet gewesen. Auch das Verlassen der genehmigten Demonstrationsroute spreche für einen planmäßigen Überfall. Das Gericht sah keine Beweise für die Behauptungen, es seien von kommunistischer Seite Schüsse auf den „Propagandamarsch“ abgegeben worden. Der durch einen Schuss am Zeh Verletzte habe später gegenüber einem anderen SA-Mitglied angegeben, er habe sich selbst versehentlich angeschossen. Im Urteil wird bedauert, „dass die Rädelsführer […] jetzt nicht mit abgeurteilt werden konnten, weil sie sich verborgen halten oder im Westen Deutschlands in Sicherheit wähnen.“
Der zu lebenslanger Haft verurteilte Kurt Stenzeleit hatte nach Aussage von Zeugen, die ihn seit Jahren kannten, auf Kommunisten mit einem Spaten eingeschlagen und noch im Eisleber Krankenhaus Bernard Koenen bedroht und einen anderen Verletzten tätlich angegriffen. Stenzeleit selbst bestritt, am Propagandamarsch teilgenommen zu haben. Ein ehemaliges SS-Mitglied wurde vor dem Hintergrund widersprüchlicher Zeugenaussagen zu seiner Anwesenheit in Eisleben freigesprochen. Der Polizist Eduard Fuchs wurde zu Zuchthausstrafe von sechs Jahren verurteilt. Fuchs war zusammen mit SS-Mitgliedern mit entsicherter Pistole in das „Klassenkampfgebäude“ eingedrungen und hatte dort geschossen. Nach Aussagen anderer Polizisten hatte sich NSDAP-Kreisleiter von Alvensleben bei Fuchs später auf der Polizeiwache mit den Worten „Ihr habt Eure Sache gut gemacht“ bedankt. Das Gericht berücksichtigte bei Fuchs strafmildernd, dass er sich zum Teil schützend vor die Angegriffenen gestellt habe. Ein zweiter Polizist wurde zu zwölf Jahren Zuchthaus verurteilt, da er Schüsse auf Personen auf dem Turnhallendach abgegeben habe und nicht eingeschritten sei, als unmittelbar neben ihm Kommunisten mit Spatenhieben verletzt wurden. Ein Teil der Angeklagten legte gegen das Urteil Revision ein, die das Oberlandesgericht Halle am 3. November 1950 als „offensichtlich unbegründet“ verwarf. Die Hauptabteilung XI/11 des Ministeriums für Staatssicherheit soll noch in den 1970er Jahren sowie 1982/1983 Recherchen zum Blutsonntag durchgeführt haben.
Die drei beim Eisleber Blutsonntag erschlagenen Arbeitersportler – Walter Schneider, Hans Seidel und Otto Helm – wurden am 8. Juli 1945 in einem Ehrengrab auf dem alten Friedhof beigesetzt. 1951 wurden Schächte des VEB Mansfeld Kombinat Wilhelm Pieck bei Helbra nach den Toten des Blutsonntags benannt: Der Hohenthalschacht erhielt den Namen Hans-Seidel-Schacht; die Ernstschächte wurden in Walter-Schneider-Schächte und die Seegen-Gottes-Schächte in Otto-Helm-Schächte umbenannt. Ein großer Obstbaubetrieb trug den Namen VEG-Walter-Schneider, eine Eisleber Schule wurde nach Hans Seidel benannt und eine Sportstätte hieß Otto-Helm-Kampfbahn. In der DDR-Zeit war die Eisleber Bahnhofsstraße nach Bernard Koenen benannt, der in der Folge des Blutsonntags in die Sowjetunion emigriert war, der Breite Weg hieß „Straße der Opfer des Faschismus“ (OdF).

### Gegenwart
Seit der Wende wird der 12. Februar jährlich durch Gedenkveranstaltungen der Vereinigung der Verfolgten des Naziregimes (VVN-BdA) auf dem Alten Friedhof in Eisleben begangen. Zu den Rednern gehörten Hans Coppi (2002), Angelika Klein (2007), und Heinrich Fink (2008).

## Belege
1. ↑  Reichstagswahlergebnisse für den Stadtkreis Eisleben (Memento des Originals vom 23. Oktober 2014 im Internet Archive)  Info: Der Archivlink wurde automatisch eingesetzt und noch nicht geprüft. Bitte prüfe Original- und Archivlink gemäß Anleitung und entferne dann diesen Hinweis. bei Wahlen in der Weimarer Republik.
2. ↑  Kurt Lindner: Lutherstadt Eisleben. (Band III, Teil 1: Centrum des Mansfelder Kupferbergbaus.) Rat der Lutherstadt Eisleben, Eisleben 1986, S. 83.
3. 1 2 3  Bericht des Oberstaatsanwalts Luther an Generalstaatsanwalt Becker vom 13. Februar 1933, auszugsweise zitiert im Urteil von 1949, siehe Rüter, DDR-Justiz, S. 100f.
4. ↑  Arnd Krüger: “Heute gehört uns Deutschland und morgen...”? Das Ringen um den Sinn der Gleichschaltung im Sport in der ersten Jahreshälfte 1933, in: W. BUSS & A. KRÜGER (Hrsg.): Sportgeschichte: Traditionspflege und Wertewandel. Festschrift zum 75. Geburtstag von Prof. Dr. W. Henze.(= Schriftenreihe des Niedersächsischen Instituts für Sportgeschichte, Bd. 2). Duderstadt: Mecke 1985, 175 - 196.
5. 1 2  Lindner, Lutherstadt, S. 84.
6. 1 2  Rüter, DDR-Justiz, S. 97ff.
7. 1 2  Bericht des Oberstaatsanwalts Luther an den Justizminister vom 20. Februar 1933, auszugsweise zitiert im Urteil von 1949, siehe Rüter, DDR-Justiz, S. 101f.
8. 1 2  Stefanie Endlich: Gedenkstätten für die Opfer des Nationalsozialismus. (Band 2: Bundesländer Berlin, Brandenburg, Mecklenburg-Vorpommern, Sachsen-Anhalt, Sachsen, Thüringen.) Bundeszentrale für politische Bildung, Bonn 2002, ISBN 3-89331-391-5, S. 528f.
9. ↑  Straßenschlacht in Eisleben. Eisleber Tageblatt, 13. Februar 1933 (37/130). Im Faksimile bei Peter Lindner: Hermann Florstedt. SS-Führer und KZ-Kommandant, ein Lebensbild im Horizont seiner Familie. Verlag André Gursky, Halle/Saale 1997, ISBN 3-929389-19-3, S. 21.
10. ↑  Bericht des Oberstaatsanwalts Luther an den Justizminister vom 22. März 1933, auszugsweise zitiert im Urteil von 1949, siehe Rüter, DDR-Justiz, S. 102f.
11. ↑  Schreiben des Justizministeriums an die Generalstaatsanwaltschaft Naumburg vom 5. April 1933, auszugsweise zitiert im Urteil von 1949, siehe Rüter, DDR-Justiz, S. 103f.
12. ↑  Verordnung des Reichspräsidenten über die Gewährung von Straffreiheit vom 21. März 1933. In: Reichsgesetzblatt, Teil I Nr. 24 vom 22. März 1933, S. 134 f., Digitalisat.
13. ↑  Bericht des Oberstaatsanwalts Luther an Generalstaatsanwalt Becker vom 8. April 1933, auszugsweise zitiert im Urteil von 1949, siehe Rüter, DDR-Justiz, S. 102.
14. ↑  Berichte des Generalstaatsanwalts an den Justizminister vom 11. April und 4. Mai 1933, auszugsweise zitiert im Urteil von 1949, siehe Rüter, DDR-Justiz, S. 104f.
15. ↑  Urteil des Schwurgerichts Halle vom 29. Juni 1933 (4 K. 16/33), auszugsweise zitiert im Urteil von 1949, siehe Rüter, DDR-Justiz, S. 105.
16. ↑  Lindner, Lutherstadt, S. 86.
17. ↑  Alfred-Ingemar Berndt (Hrsg.): Das Archiv. Nachschlagewerk für Politik, Wirtschaft und Kultur. Nachtragsband I (Januar bis Mai 1933), S. 80.
18. ↑  Gauleiter Rudolf Jordan dem toten Kameraden Paul Berck. In: Albert Rudolph (Hrsg.): Zwischen Harz und Lausitz. Ein Heimatbuch vom Gau Halle-Merseburg. F. Hirt, Breslau 1935, S. 212–224.
19. ↑  Eilenburger Geschichts- und Museumsverein e. V.: Eilenburger Straßennamen-Lexikon → Karl-Marx-Siedlung, 1. Auflage, Verlag für die Heimat, Gräfenhainichen 2016, Seiten 48–49
20. ↑  Rede Florstedts bei Lindner, Florstedt, S. 21.
21. ↑  Zitat siehe Rüter, DDR-Justiz, S. 97; angeführte Gründe ebenda, S. 99.
22. ↑  Rüter, DDR-Justiz, S. 105.
23. ↑  Rüter, DDR-Justiz, S. 112.
24. ↑  Rüter, DDR-Justiz, S. 116f.
25. ↑  Rüter, DDR-Justiz, S. 125.
26. ↑  Rüter, DDR-Justiz, S. 113ff. Siehe auch Lindner, Lutherstadt, S. 85.
27. ↑  Rüter, DDR-Justiz, S. 115f.
28. ↑  Rüter, DDR-Justiz, S. 93.
29. ↑  Peter Lindner: Überlebte Hermann Florstedt den Zweiten Weltkrieg? Fragmente hoheitlicher Ermittlungen zum SS-Führer und Lagerkommandanten von Majdanek. In: Zeitschrift für Heimatforschung. Heft 10. Gursky-Verlag, Halle/Saale 2001. ISSN 1610-4870, S. 73–91, hier S. 80f.
30. ↑  Der Eislebener oder Eisleber Blutsonntag bei www.harz-saale.de.
31. ↑  Hohenthal-Schacht, später Hans-Seidel-Schacht (Memento des Originals vom 4. Juli 2017 im Internet Archive)  Info: Der Archivlink wurde automatisch eingesetzt und noch nicht geprüft. Bitte prüfe Original- und Archivlink gemäß Anleitung und entferne dann diesen Hinweis. bei Mansfelder Kupferspuren.
32. ↑  Ernst-Schächte, später Walter-Schneider-Schächte (Seite nicht mehr abrufbar, festgestellt im April 2019. Suche in Webarchiven)  Info: Der Link wurde automatisch als defekt markiert. Bitte prüfe den Link gemäß Anleitung und entferne dann diesen Hinweis. bei Mansfelder Kupferspuren.
33. ↑  Ansprache von Hans Coppi bei www.pds-mansfelder-land.de
34. ↑  Rede Angelika Klein (Memento vom 4. September 2012 im Webarchiv archive.today)
35. ↑  75. Jahrestag „Eisleber Blutsonntag“ (Memento vom 21. Februar 2008 im Internet Archive) bei www.eisleben.eu.